# Кошкарьово
Кошкарьово (рос. Кошкарёво) — присілок у Азовському німецькому національному районі Омської області Російської Федерації.
Належить до муніципального утворення Звонарьовокутське сільське поселення. Населення становить 330 осіб.

## Історія
Згідно із законом від 30 липня 2004 року органом місцевого самоврядування є Звонарьовокутське сільське поселення.

## Населення
| 1920 | 1926 | 1970 | 1979 | 1989 | 2002 | 2006 |
| ---- | ---- | ---- | ---- | ---- | ---- | ---- |
| 123  | ↘122 | ↗192 | ↗239 | ↗255 | ↗314 | ↘270 |
| 2010 |      |      |      |      |      |      |
| ↗330 |      |      |      |      |      |      |